# Stazione di Takashima
La stazione di Takashima (高島駅?, Takashima-eki) è una stazione ferroviaria situata nel quartiere di Naka-ku, a Okayama, nella prefettura omonima in Giappone. Si trova sulla linea principale Sanyō, ed è interessata anche dai servizi della linea Akō, i cui treni proseguono/provengono dalla stazione di Okayama.

## Linee e servizi
JR West
■ Linea principale Sanyō
■ Linea Akō

## Caratteristiche
La stazione è dotata di due banchine laterali con 2 binari in superficie, sotto il viadotto del Sanyō Shinkansen. La stazione supporta la bigliettazione elettronica ICOCA ed è dotata di tornelli automatici di accesso ai binari.
| 1 | ■ Linea principale Sanyō             | per Aioi, Himeji, Kōbe e Osaka        |
| 1 | ■ Linea Akō                          | per Saidaiji, Banshū-Akō e Himeji     |
| 2 | ■ Linea principale Sanyō ■ Linea Akō | per Okayama, Fukuyama, Niimi e Mihara |

## Stazioni adiacenti
| «                      | Servizio               | »                      |
| Linea principale Sanyō | Linea principale Sanyō | Linea principale Sanyō |
| Linea Akō              | Linea Akō              | Linea Akō              |
| ---------------------- | ---------------------- | ---------------------- |
| Higashi-Okayama        | -                      | Nishigawara            |